# Dellplatz
Der Dellplatz ist ein Duisburger Platz im Zentrum des sogenannten Dellviertels südlich der Friedrich-Wilhelm-Straße und westlich der am Kantpark vorbeiführenden Düsseldorfer Straße. 

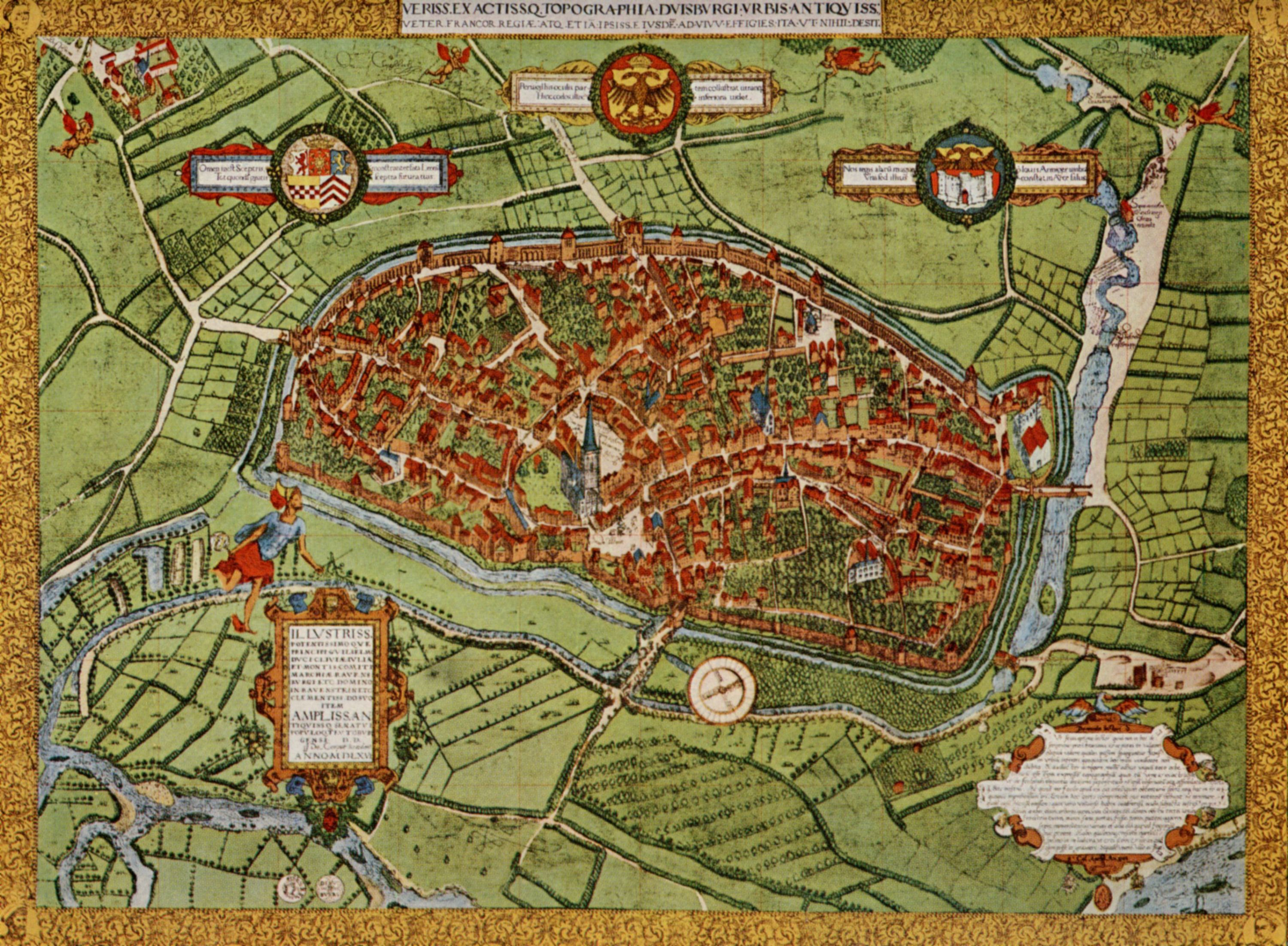
Duisburg aus der Vogelschau, 1566

Der Platz hieß im 19. Jahrhundert Papendelle. In dem 1850 erstellten Bauplan der Stadt war der Name Neumarkt vorgesehen. Seit 1890 weisen die Adressbücher den Platz als Dellplatz aus.
Vor dem Zweiten Weltkrieg hieß das Dellviertel Papendell. Der Name rührt von der niederdeutschen Bezeichnung für Tal her und bezieht sich auf das Tal des Dickelsbachs. Der Platz umfasst die Fläche der Kirche St. Joseph und den sechseckigen östlich anschließenden Platz. 
Der Dellplatz ist ein kultureller Mittelpunkt in Duisburg. Neben dem Kleinkunsttheater „Die Säule“ und dem Kulturhaus Grammatikoff befindet sich dort das Filmforum und die Hausbrauerei Webster.
Das Dellviertel lag außerhalb der ehemaligen Stadtmauern. Auf dem Corputius-Plan, dem von Johannes Corputius verfertigten besonders detailgenauen Plan Duisburgs aus der Vogelschau, ist die Flusssenke des Dickelsbachs und der Ort des heutigen Dellplatzes im rechten oberen Teil gut zu erkennen.
Bis zum Ende des 19. Jahrhunderts erfolgte der Ausbau des Straßennetzes im Dellviertel. Die Papendell entstand aus der Erweiterung eines Straßenkreuzpunktes und wurde zu einem zentralen Marktplatz. Im Stadtviertel befanden sich bis ins 20. Jahrhundert unterschiedliche Gewerbebetriebe wie Textilspinnereien, Zucker-, Seifen- und Stärkefabriken. Heute befinden sich an diesen Stellen Wohnbauten.